# 차례
차례(茶禮)는 가정마다 설날과 추석에 아침 일찍이 지내는 약식 제사를 말한다. 일반적인 제사와는 다르다. 가풍에 따라 정월 대보름, 초파일, 단오, 백중, 동지에도 차례를 지내는 집이 있다.
상 뒤로는 병풍을 둘러치고 지방(紙榜)이나 위패, 촛대를 제사상 위에 세워 놓고 차례를 지낸다.

## 차례상 차리는 법
- 차례상을 진설하는 법은  가정에 따라 약간 차이가 있으나 조선시대 주자가례에 따르면 과일 방향과 놓는 순서는 정해져있는 게 아니다

대체로 앞줄에는 과일과 한과를 진설하며 붉은 과일은 동쪽, 흰 과일은 서쪽에 놓고, 가운데에 한과를 놓는다.
- 둘째 줄에는 나물류를 놓되, 포(脯)는 왼쪽, 식혜 또는 어류는 오른쪽, 마른 것은 왼쪽, 젖은 것은 오른쪽에 놓으며(좌포우혜,해) 나물류인 김치·청장(淸奬)·숙채(熟菜)는 가운데에 놓는다.
- 셋째 줄에는 탕(湯)을 놓는데, 다섯 가지 맛을 갖춘 탕으로 단탕(單湯)·삼탕(三湯)·오탕(五湯)·칠탕(七湯) 등이라 하여, 어탕(魚湯)은 동쪽에, 육탕(肉湯)은 서쪽에, 소탕(蔬湯)은 가운데에 놓는다(어동육서).
- 넷째 줄에는 적(炙：불에 굽거나 찐 것)과 전(煎：기름에 튀긴 것)을 벌여 놓는데, 어류는 동쪽에, 육류는 서쪽에 놓는다(어동육서). 이 경우 생선의 머리는 동쪽으로, 꼬리는 서쪽으로 향하게 한다(두동미서).
- 다섯째 줄에는 밥과 국을 놓는데, 밥은 왼쪽, 국은 오른쪽에 놓고 떡은 오른쪽, 면(麵)은 왼쪽에 각각 놓는다. 가풍에 따라 밥과 국 대신 설에는 떡국을, 추석에는 송편을, 단오에는 수리취떡을 올린다.

조선시대 주자가례에 따르면 위의 제사나 차례상의 순서는 없었고 전을 부치지 않았다. 현대 제사상은 60년대 정부의 제사지내는 법을 따른 것이다.
그리고 차례상 앞에는 조그마한 향로를 얹은 상을 놓는데, 상 가운데에 향로를, 오른쪽에 향합, 향로 왼쪽에 축문(祝文)을 놓으며, 그 상 아래에는 왼쪽에 모사그릇과 퇴주그릇을, 오른쪽에는 술병을 놓는다.
복장은 한복 차림이 기본이며, 설차례에는 색동저고리 등 화려한 옷차림도 허용된다. 한복을 입고 차례를 지낼 때 남자들은 두루마기를 입는다.

### 기타
그러나 맛칼럼니스트인 황교익은 지금의 차례상에는 정작 제철 음식이 없다고 비판한다. 지금의 차례상은 예전부터 전해 내려온 것이 아니라, 길어야 일제강점기, 짧으면 6·25전쟁 이후부터 전해 내려온 것이라는 것이다.